# Аляскинське шосе
Аляскинське шосе (англ. Alaska Highway) — міжнародний автомобільний шлях, побудований під час Другої світової війни, який з'єднує Довсон-Крік у канадській провінції Британська Колумбія і Делта-Джанкшен на Алясці, США.
Будівництво було завершено в 1943 році. Довжина траси становить 2 237 км. Неофіційно Аляскинське шосе вважається частиною Панамериканського шосе, яке проходить через Північну та Південну Америку і закінчується на півдні Аргентини.

## Будівництво

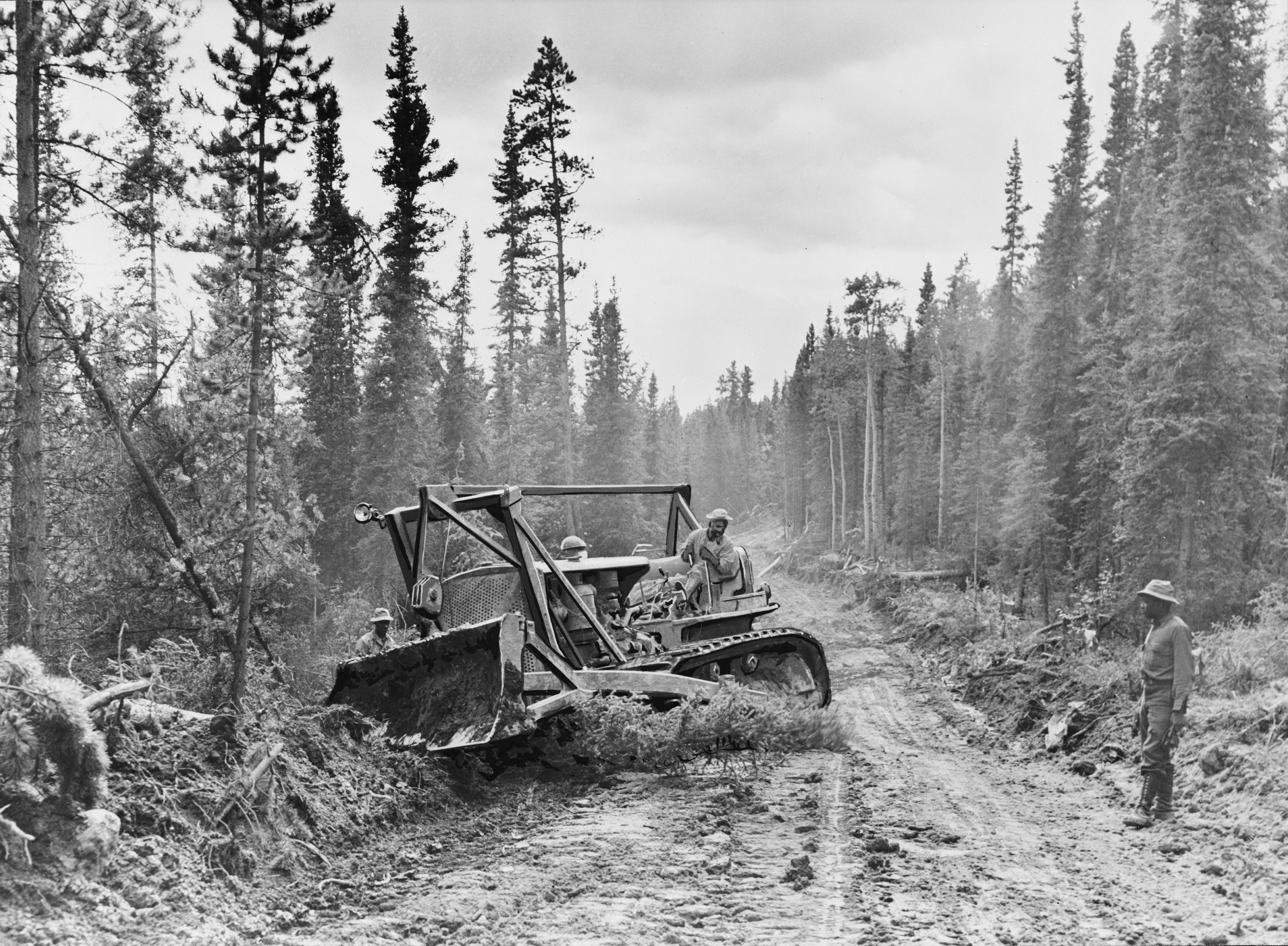
Будівництво траси в 1942 року

Спочатку існувала думка про непотрібність траси, оскільки вона пов'язувала малонаселені території та проходила малолюдними місцями. Але розгортання військових дій на Тихоокеанському театрі після вступу Сполучених Штатів Америки до Другої світової війни призвело до схвалення в лютому 1942 року конгресом і президентом Ф. Д. Рузвельтом проекту будівництва траси. Важкий маршрут був обраний через необхідність поставок Радянському Союзу за ленд-лізом літаків, що переганялися маршрутом Аляска — Чукотка (траса Алсіб). Траса будувалася американськими військовими будівельниками.

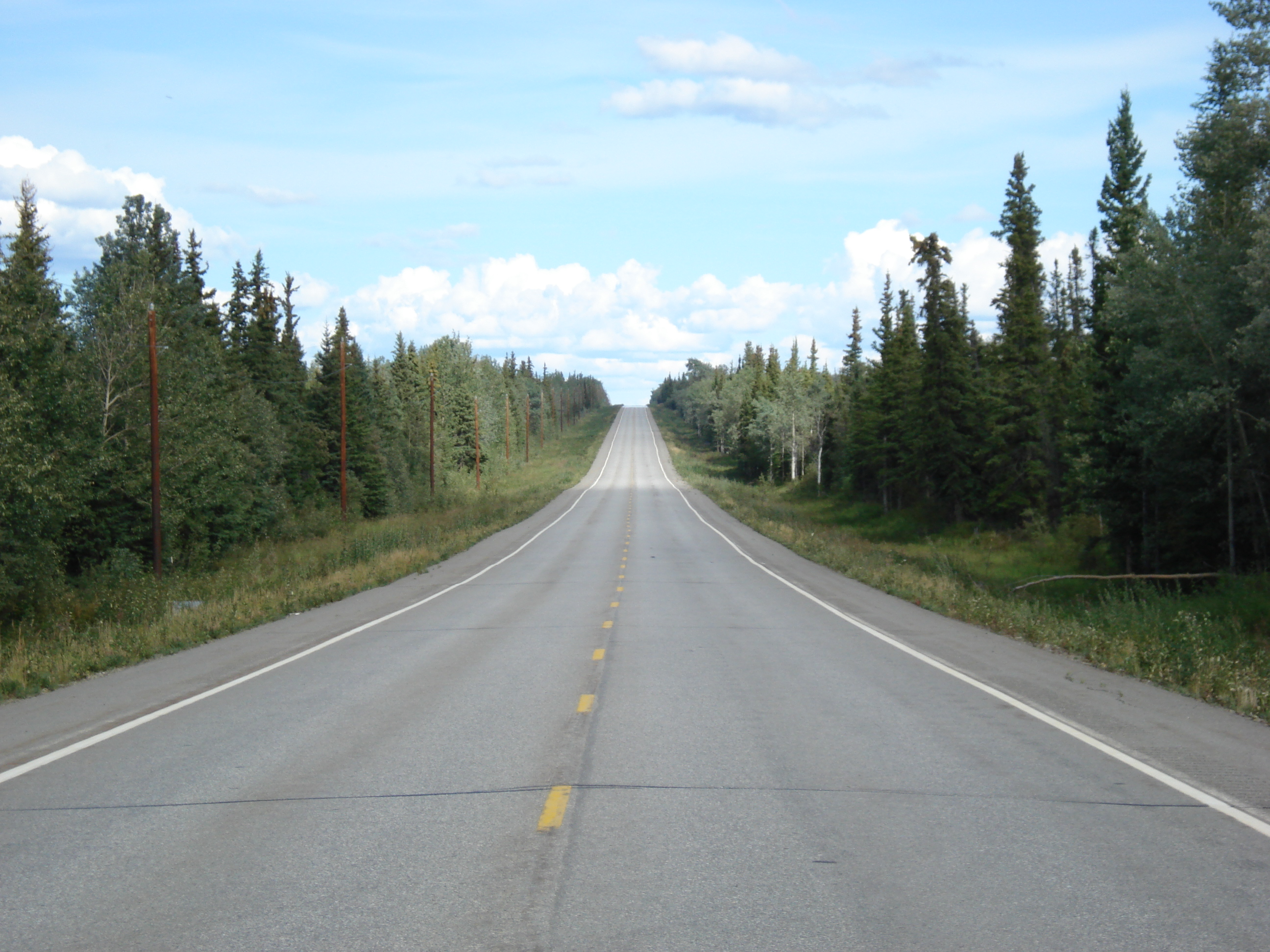
Вид шоссе на 1337 милі

Хоча будівництво було закінчено в жовтні 1942 року, траса не була придатна для руху транспорту лише в 1943 році. Навіть пізніше було багато погано вирівняних ділянок, ділянок з поганим покриттям та мало огорож. Протягом 1942 року понтонні мости замінювалися на тимчасові зроблені з колод, сталеві ж мости встановлювалися тільки там, де без них було б не обійтися. Великі труднощі були пов'язані з плавленням шару багаторічної мерзлоти під дорогою. Було подолано п'ять гірських перевалів, збудовано 133 мости завдовжки понад 6 метрів.